# Jazzkaar
 (mars 2012).
Si vous disposez d'ouvrages ou d'articles de référence ou si vous connaissez des sites web de qualité traitant du thème abordé ici, merci de compléter l'article en donnant les références utiles à sa vérifiabilité et en les liant à la section « Notes et références ».
Jazzkaar est un festival de musique organisé par l’Union de Jazz en Estonie. Dans le cadre de ce festival, des concerts de jazz sont présentes chaque année en avril et mai dans plusieurs lieux de concerts (musées, théâtres, églises, etc.) de villes de toute l’Estonie, notamment à Tallinn, à Tartu, à Pärnu et à Viljandi. Les artistes, qu'il s'agisse de solistes ou d'ensembles vocaux ou instrumentaux, viennent d’Estonie et d'ailleurs. Certains ensembles expérimentaux sont créés exclusivement pour le Jazzkaar, avec là aussi des participants estoniens et étrangers. L’Union de Jazz en Estonie organise d'autres événements de jazz, parmi lesquels Jazz de Noël (Jõulujazz), Jazz des Étudiants (Tudengijazz), le Festival de jazz Juu Jääb.

## Histoire
Le Jazzkaar, tel qu'il est aujourd’hui (en 2012), est organisé depuis 1990. Bien qu'il n'y eut pas de festival de jazz auparavant, les racines de Jazzkaar remontent à l’année 1949. Des Estoniens écrivaient déjà dans les années 1930 de la musique de danse qui ressemblait à du jazz, mais l’occupation de l'Estonie par l’Union soviétique a tout changé : le jazz était considéré comme trop moderne et trop occidental, et a été interdit en 1948. Malgré de cette interdiction, plusieurs ensembles de jazz ont continué à exister secrètement, comme le Swing Club (fondé par Uno Naissoo), Mickeys, HARVLEK, Metronoom, ou l'orchestre de Horre Zeiger.
Dans les années 1960, les lois de l’Union soviétique sont devenues plus tolérantes, rendant possible l'organisation de concerts publics et de festivals de jazz. En 1967 et 1968 ont eu lieu les festivals de jazz de Tallinn, le second ayant fait sensation en Estonie et attirant l’attention internationale. La guerre de Vietnam ayant un impact sur la politique soviétique, le jazz a été à nouveau interdit encore, et aucun festival de jazz n'a pu être organisé de 1967 à 1990.
En automne 1990 a été organisé un festival,  Les jours de jazz & de blues à Tallinn (Tallinna jazzi & bluesi päevad). Les têtes d’affiche en ont été le tromboniste américain Ray Anderson, le duo suédois Arne Domnérus & Rune Gustafsson et le guitariste anglais John Russell (en), et plusieurs autres artistes estoniens et étrangers ont aussi pris part. En 1991 ce festival a été nommé le Jazzkaar, et depuis 1994 il a lieu au printemps.
Les premières années, nombre de chanteurs et instrumentalistes estoniens ont joué au Jazzkaar, et la majorité des concerts étaient le fait de musiciens estoniens. Progressivement, la proportion d'artistes étrangers a cru, ainsi que le nombre de concerts - en 2009, 56 concerts ont eu lieu, dont 37 à Tallinn et 19 dans douze villes différentes de toute l’Estonie.

## Participants
Parmi les artistes qui ont participé au Jazzkaar, citons les pianistes Igor Bril et Ray Anderson, le tromboniste Alan Tomlinson, le groupe américain John King Electric World, les chanteurs Bernard Mixon et Joan Collaso de Chicago, le Workshop de Lyon en France, le Jan Garbarek Group, le saxophoniste Charles Lloyd, l’ensemble vocal New York Voices, le chanteur et instrumentaliste Brian Melvin, le chanteur de blues Chicago Beau, l’ethno-fusionniste Joe Zawinul, le Joey DeFrancesco Trio, Jimi Tenor, le groupe de chanteurs estoniens Incognito, les chanteuses estoniennes Helin-Mari Arder, Liisi Koikson, Hedvig Hanson, Ingrid Lukas et Tuuli Taul, le saxophoniste estonien Kristjan Mazurtchak.